# Sun Jianguo

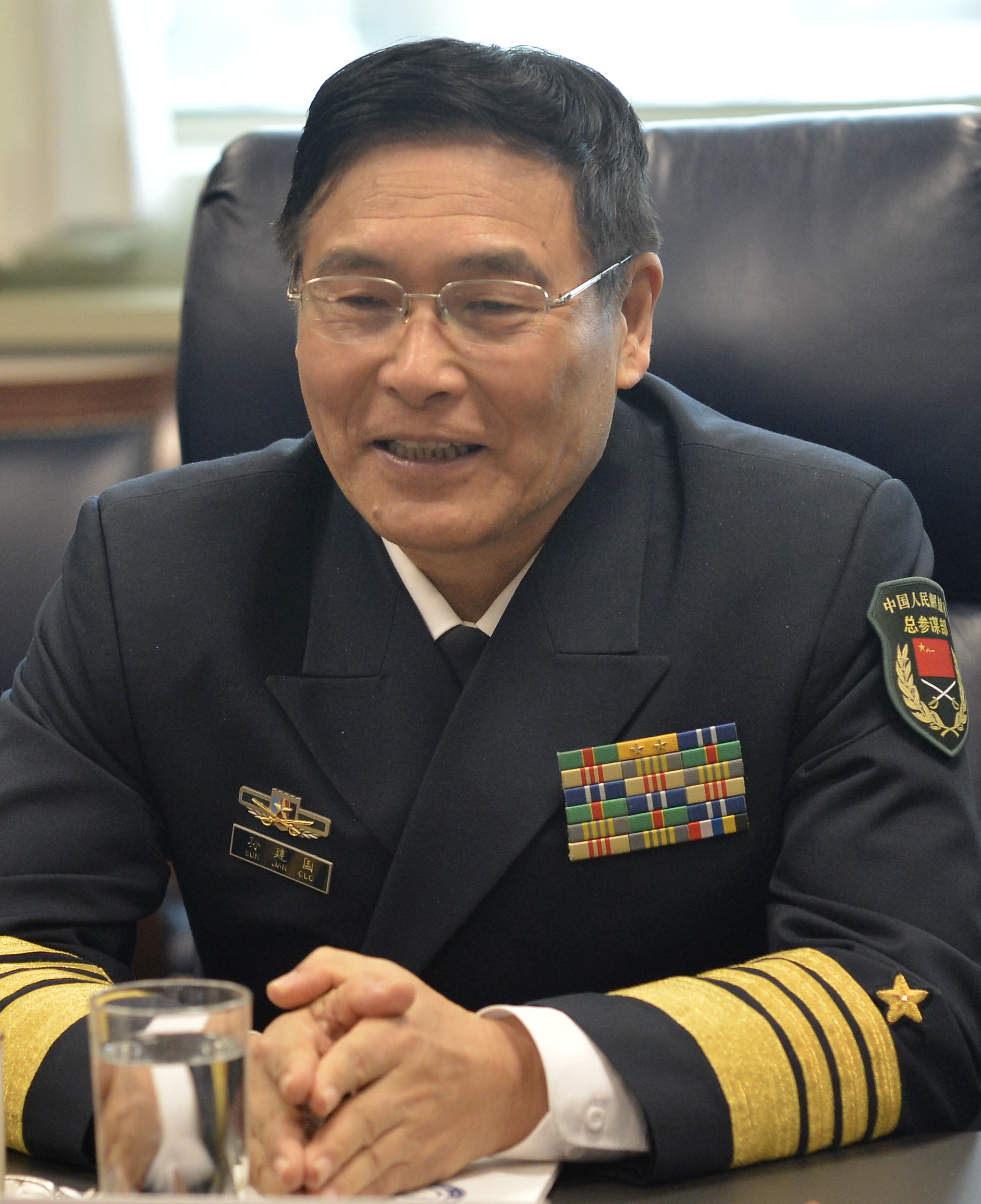
Admiral Sun Jianguo (2014)

Sun Jianguo (chinesisch 孙建国; * Februar 1952 in Wuqiao, Hebei) ist ein chinesischer Offizier, der von 2004 bis 2006 Chef des Stabes der Marine der Volksrepublik China sowie als Admiral von 2008 bis 2016 stellvertretender Chef des Stabes der Volksbefreiungsarmee und zwischen 2016 und 2017 stellvertretender Chef der Vereinigten Stabsabteilung der Zentralen Militärkommission war. Er ist seit 2018 Mitglied des Ständigen Ausschusses des Nationalen Volkskongresses sowie zugleich stellvertretender Vorsitzender des Auswärtigen Ausschusses des Nationalen Volkskongresses.

## Leben

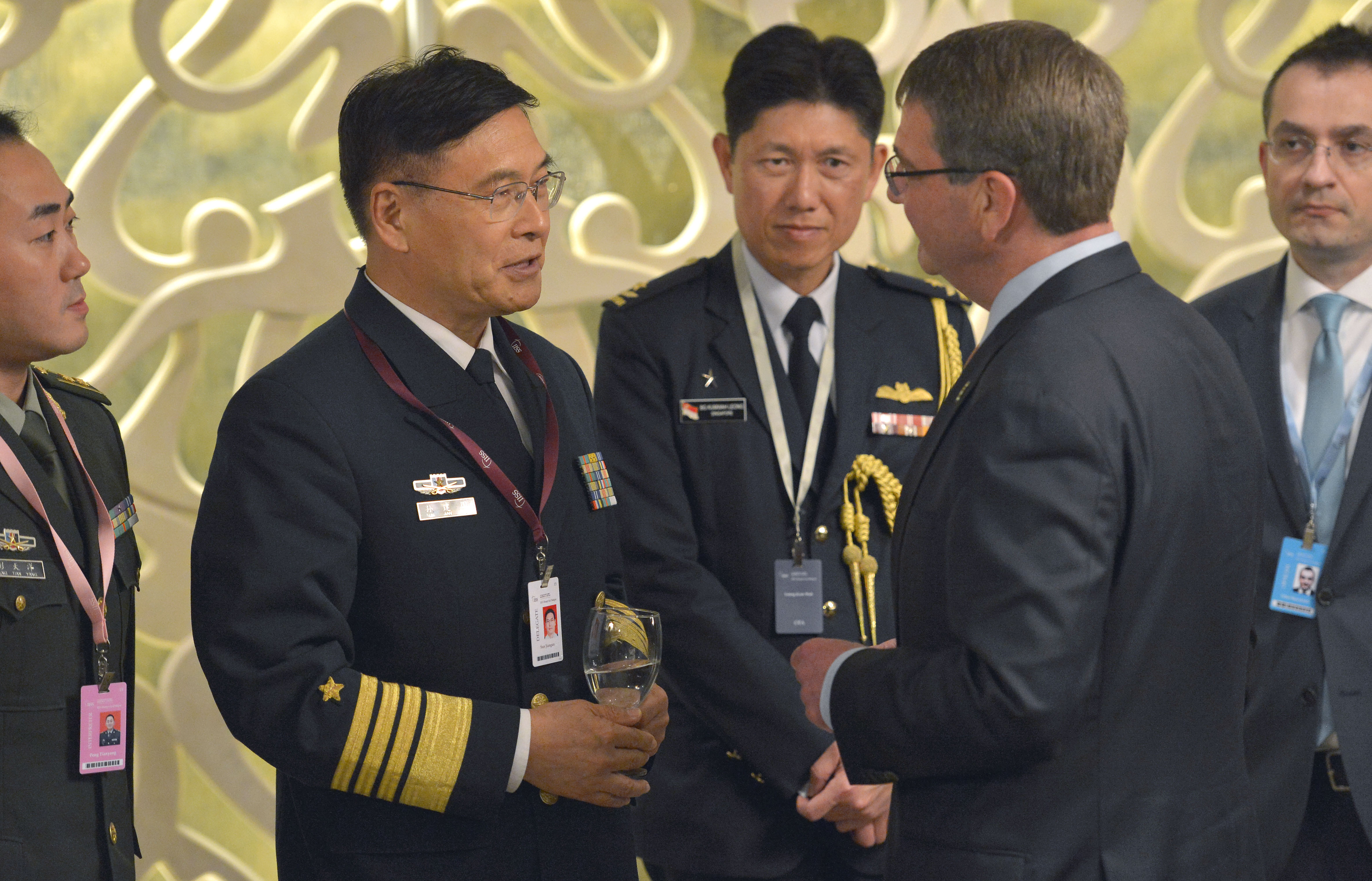
Admiral Sun Jianguo im Gespräch mit US-Verteidigungsminister Ashton Carter (Mai 2015).

Sun Jianguo trat nach dem Besuch der Mittelschule in Zhenhai bereits als Sechzehnjähriger im September 1968 in die Marine der Volksbefreiungsarmee ein und fand zahlreiche Verwendungen als Offizier sowie Stabsoffizier. Er war 1978 Absolvent der U-Boot-Akademie der Volksbefreiungsmarine und gilt als einer der maßgeblich Verantwortlichen für den Aufbau der Atom-U-Boot-Flotte des Typ 091 im Marinestützpunkt Jianggezhuang. Er war zwischen Dezember 1996 und Juli 2000 selbst Präsident der U-Boot-Akademie der Volksbefreiungsmarine und wurde in dieser Zeit 1999 zum Konteradmiral befördert. Im Anschluss fungierte er von Juli 2000 bis Dezember 2004 zunächst als stellvertretender Chef des Stabes der Marine und wurde daraufhin im Dezember 2004 Nachfolger von Admiral Zhao Xingfa als Chef des Stabes der Volksbefreiungsarmee. Diesen Posten bekleidete er bis Juli 2006 und wurde daraufhin von Admiral Ding Yiping abgelöst. Er war zugleich von 2003 bis 2008 in der zehnten Legislaturperiode Deputierter des Nationalen Volkskongresses sowie zwischen 2004 und 2006 Mitglied des Komitees der Kommunistischen Partei Chinas der Marine. Er war nach seiner Beförderung zum Vizeadmiral von Juli 2006 bis Dezember 2008 Assistent des Chefs des Stabes der Volksbefreiungsarmee und gehörte zwischen 2006 und 2009 als Mitglied dem Parteikomitee der Volksbefreiungsarmee an. Auf dem XVII. Parteitag der Kommunistischen Partei Chinas (KPCh) im Oktober 2007 wurde er Kandidat des Zentralkomitees (ZK) der KPCh und hatte diese Funktion bis November 2012 inne.
Im Dezember 2008 wurde er als Vizeadmiral stellvertretender Chef des Stabes der Volksbefreiungsarmee und hatte dieses Amt bis Januar 2016. In dieser Funktion erfolgte am 23. Juli 2011 seine Beförderung zum Admiral. Auf dem XVIII. Parteitag der KPCh im November 2012 wurde er Mitglied des ZK der KPCh und gehörte diesem Gremium bis Oktober 2017 an. Zugleich wurde er 2013 Nachfolger von Qi Jianguo Leiter des Chinesischen Institutes für internationale strategische Studien und trug damit die Verantwortung für den militärischen Geheimdienst und die Diplomatie. Im Januar 2016 übernahm er die neu geschaffene Funktion als stellvertretender Chef der Vereinigten Stabsabteilung der Zentralen Militärkommission und behielt diese bis Januar 2017. Er wurde 2017 Mitglied der Zentralen Lenkungs- und Steuerungsgruppe des ZK der KPCh für Angelegenheiten von Taiwan. Seit 2018 ist er Mitglied des Ständigen Ausschusses des Nationalen Volkskongresses sowie zugleich stellvertretender Vorsitzender des Auswärtigen Ausschusses des Nationalen Volkskongresses.